# بکش‌چابا
بِکِش‌چابا (به مجاری: Békéscsaba) شهری در استان بکش در کشور مجارستان است. این شهر ۵۹٬۳۵۷ نفر جمعیت دارد.